# پاندروم
پاندروم (به انگلیسی: Pandorum) فیلمی ترسناک علمی ـ تخیلی به کارگردانی کریستیان آلفارت و با بازی دنیس کواید و بن فاستر محصول ۲۰۰۹ آمریکا و آلمان است که در ۲۵ سپتامبر ۲۰۰۹ اکران شد.

## خلاصه داستان
داستان این فیلم در سال ۲۱۷۴ اتفاق می‌افتد.

قهرمان فیلم، مردی به نام باوِر، که جزو خدمهٔ پرواز سفینهٔ فضایی بوده، بعد از خوابی طولانی (۱۲۳ سال) به هوش می‌آید و خود را در محیط سفینه همراه با موجودات غیرمعمول، که ظاهری هراس‌انگیز دارند و به شکل وحشیانه‌ای شکار می‌کنند، می‌یابد و به دلیل خواب طولانی، بخش‌هایی از حافظهٔ خود را به‌طور کامل از دست داده و بخش دیگر را آرام‌آرام به خاطر می‌آورد.
شخصیت قهرمان در طول داستان سعی در به‌راه‌اندازی مجدد سفینه و بازگشت به سیارهٔ زمین دارد، ولی متوجه می‌شود که سفینه برای بازگشت آماده نیست و برای بازگشت نیامده و در واقع سیارهٔ زمین بعد از ارسال سفینه نابود شده و موجودات هراس‌انگیر انسان‌ها هستند که رادیواکتیویته شده و جهش یافته‌اند.
بیشتر داستانِ فیلم مسیری است که یک مهندس پرواز برای فعال‌کردن رآکتور سفینه طی می‌کند، برای آنکه بتوانند کنترل سفینه را به دست گیرند و مانعِ از کار افتادن کامل و مرگ افراد زندهٔ سفینه شوند.
در پایان، نجات‌یافتگان متوجه می‌شوند در عمق اقیانوس و در سیارهٔ جدیدِ «تانیس» قرار دارند و شخصی که خود را ستوان و فرمانده سفینه نامیده بود، در واقع سرجوخه‌ای بوده که آخرین پیام از زمین را به مضمون زیر دریافت کرده:

"You're all that's left of us. Good luck, God Bless, and godspeed"
ترجمه: "شما تنها بازماندگان ما-انسان ها- هستید. خدا حفظتان کند، خدا به شما کمک کند"

سرجوخه، که خود را فرمانده می‌خوانَد، هم‌رزمان خود را کشته بود و شیفت بعدی را از خواب بیدار نکرده بود تا بتواند کل سفینه را به کنترل خود دربیاورد. در ضمن، وی به بیماری‌ای به نام پاندروم -نام فیلم- مبتلا شده -کمابیش همهٔ افراد داخل سفینه به این بیماری مبتلا هستند- که مطابق توضیحات فیلم، نوعی بیماری روانی است که بر اثر سفر عمیق به فضا ایجاد می‌شود و از عوارض آن توهم و واکنش‌های عصبی، ازجمله لرزش دست است که سرجوخه و افراد دیگر بارها با عوارض آن روبه‌رو می‌شوند.
در صحنهٔ آخر، جمعیت بازماندهٔ انسان را ۱٬۲۱۳ نفر (از ۶۰٬۰۰۰ نفر مسافران و خدمهٔ سفینه) و سال اول سکونت بشر بر سیارهٔ تانیس را اعلام می‌کند که از سفینه و در عمق اقیانوس توسط مخزن‌های استوانه‌ای‌شکل به سطح آب پرتاب می‌شوند.